# 사해행위
사해행위(詐害行爲, fraudulent or deceptive act)는 채무자의 재산처분 행위에 의해서 그 재산이 감소되어 채권의 공동담보에 부족이 생기거나 이미 부족상태에 있는 공동담보가 한층 더 부족하게 됨으로써 채권자의 채권을 완전하게 만족시킬 수 없게 되는 행위를 뜻한다.

## 판례

### 입증책임
- 사해행위취소에 있어 수익자가 악의라는 점과 관련해서는 그 수익자 자신이 선의임을 입증할 책임이 있다[1]

### 사해의사
- 사해의사란 채무자가 법률행위를 함에 있어 그 채권자를 해함을 안다는 것이다. 여기서 '안다'고 함은 의도나 의욕을 의미하는 것이 아니라 단순한 인식으로 충분하다. 결국 사해의사란 공동담보 부족에 의하여 채권자가 채권변제를 받기 어렵게 될 위험이 생긴다는 사실을 인식하는 것이며, 이러한 인식은 일반 채권자에 대한 관계에서 있으면 족하고, 특정한 채권자를 해한다는 인식이 있어야 하는 것은 아니다[2]
- 무상양도나 염가의 매각은 당연히 사해행위가 된다[3]
- 유일한 부동산을 매각한 경우 상당한 가격으로 매각하였다 하더라도 특별한 사정이 없는 한 채권자에 대하여 사해행위가 되므로 채무자의 사해의사는 추정된다.[4]
- 채무자가 채권자를 해함을 알고 재산권을 목적으로 한 법률행위를 한 경우, 채권자는 사해행위의 취소를 법원에 소를 제기하는 방법으로 청구할 수 있을 뿐 소송상의 공격방어방법으로 주장할 수 없다.[5]
- 채무자인 사용자 소유의 부동산이 제3자에게 양도된 후 위 부동산에 관하여 개시된 경매절차에서 위 부동산이 사용자의 책임재산이 아니라는 이유로 배당을 받지 못한 임금채권자가 제3자를 상대로 사해행위취소소송을 제기하고 제3자가 이를 인낙하였다 하더라도 그 취소의 효력은 위 임금채권자와 수익자인 제3자 사이에만 발생할 뿐 사해행위 이전에 이미 위 부동산에 대하여 근저당권을 가지고 있던 자에게는 미치지 아니하며, 위 부동산이 소급하여 채무자의 책임재산으로 회복되는 것도 아니므로 임금채권자는 우선변제권을 내세워 위 근저당권자에게 경매절차에서 배당받은 금원의 반환을 구할 수 없다[6]
- 채권자가 사해행위의 취소와 함께 수익자 또는 전득자로부터 책임재산의 회복을 구하는 사해행위 취소의 소를 제기한 경우 그 취소의 효과는 채권자와 수익자 또는 전득자 사이의 관계에서만 생기는 것이므로, 수익자 또는 전득자가 사해행위의 취소로 인한 원상회복 또는 이에 갈음하는 가액배상을 하여야 할 의무를 부담한다고 하더라도 이는 채권자에 대한 관계에서 생기는 법률효과에 불과하고 채무자와 사이에서 그 취소로 인한 법률관계가 형성되는 것은 아니고, 그 취소의 효력이 소급하여 채무자의 책임재산으로 회복되는 것도 아니라 할 것이다.[7]
- 채권자가 채권자취소권을 행사하려면 사해행위로 인하여 이익을 받은 자나 전득한 자를 상대로 그 법률행위의 취소를 청구하는 소송을 제기하여야 되는 것으로서 채무자를 상대로 그 소송을 제기할 수는 없다.[8]
- 채권자가 민법 제406조 제1항에 따라 사해행위의 취소와 원상회복을 청구하는 경우 사해행위의 취소만을 먼저 청구한 다음 원상회복을 나중에 청구할 수 있다.[9]
- 채권자취소권 행사에 있어 채권자가 취소원인을 알았다고 하기 위하여서는 단순히 채무자가 재산의 처분행위를 하였다는 사실을 아는 것만으로는 부족하고 구체적인 사해행위의 존재를 알고 나아가 채무자에게 사해의 의사가 있었다는 사실까지 알 것을 요하나, 나아가 채권자가 수익자나 전득자의 악의까지 알아야 하는 것은 아니다.[10]
- 채무자의 재산이 채무의 전부를 변제하기에 부족한 경우에 채무자가 그의 유일한 재산을 어느 특정 채권자에게 대물변제로 제공하여 양도하였다면 그 채권자는 다른 채권자에 우선하여 채권의 만족을 얻는 반면 그 범위 내에서 공동담보가 감소됨에 따라 다른 채권자는 종전보다 더 불리한 지위에 놓이게 되므로 이는 곧 다른 채권자의 이익을 해하는 것이라고 보아야 하고, 따라서 채무자가 그의 유일한 재산을 채권자들 가운데 어느 한 사람에게 대물변제로 제공하는 행위는 다른 특별한 사정이 없는 한 다른 채권자들에 대한 관계에서 사해행위가 된다[11]
- 시가를 초과하는 금액의 저당권이 설정된 채무자의 부동산은 공유 관계와 상관없이 채권자 취소소송의 대상이 되지 않는다. 또 근저당이 설정된 부동산의 지분을 처분한 경우, 사해행위 여부를 판단하기 위한 근저당채무액수의 범위는 지분 가액에서 공제할 피담보채권액이 전액이다[12]
- 상속재산의 분할합의는 상속이 개시되어 공동상속인 사이에 잠정적 공유가 된 상속재산에 대하여 그 전부 또는 일부를 각 상속인의 단독소유로 하거나 새로운 공유관계로 이행시킴으로써 상속재산의 귀속을 확정시키는 것으로 그 성질상 재산권의 목적으로 하는 법률행위이므로 사해행위취소권 행사의 대상이 될 수 있다[13].
- 사해행위의 목적인 부동산에 수 개의 저당권이 설정되어 있다가 사해행위 후 그 중 일부의 저당권만이 말소된 경우에도 사해행위의 취소에 따른 원상회복은 가액배상의 방법에 의할 수밖에 없을 것이고, 그 경우 배상하여야 할 가액은 사해행위의 취소시인 사실심 변론종결시를 기준으로 하여 그 부동산의 가액에서 말소된 저당권의 피담보채권액과 말소되지 아니한 저당권의 피담보채권액을 모두 공제하여 산정하여야 한다[14]

## 같이 보기
- 채권자취소권